# Municipio de Hiawassee
El municipio de Hiawassee (en inglés: Hiawassee Township) es un municipio ubicado en el  condado de Clay en el estado estadounidense de Carolina del Norte. En el año 2010 tenía una población de 1.578 habitantes.

## Geografía
El municipio de Hiawassee se encuentra ubicado en las coordenadas 35°1′8.66″N 83°45′0.69″O / 35.0190722, -83.7501917.